# 趙卿惠
趙卿惠，臺灣政治人物。現任臺南市副市長，曾任臺南市政府研究發展考核委員會主委，臺南市政府新聞及國際關係處處長，自由時報臺南都會新聞組長，國立中山大學中國與亞太區域研究所博士，文化大學政治學研究所碩士。